# NGC 339
NGC 339 ist ein offener Sternhaufen im Sternbild Tukan in der Kleinen Magellanschen Wolke.
Der offene Sternhaufen NGC 339 wurde am 18. September 1835 von dem britischen Astronomen John Frederick William Herschel entdeckt.